# Ybbstaler Alpen

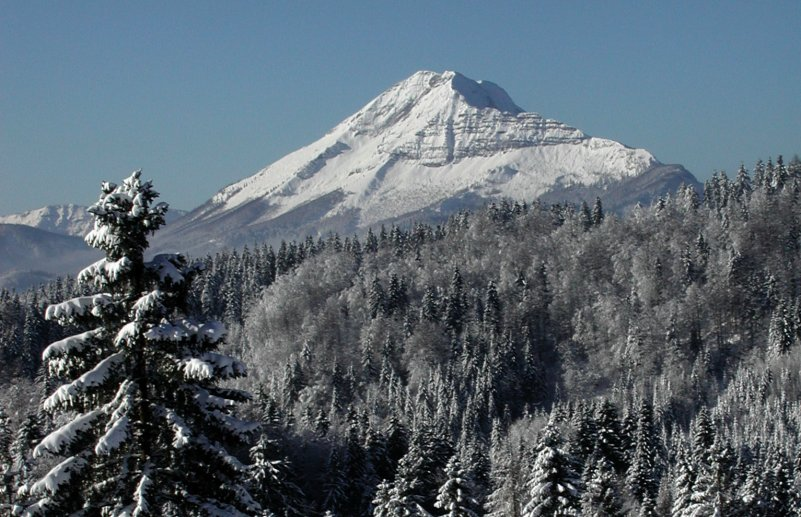
Ötscher

Ybbstaler Alpen – pasmo górskie w Północnych Alpach Wapiennych. Leży w Austrii, w krajach związkowych Dolna Austria, Górna Austria i Styria. Najwyższym szczytem jest Hochstadl, który osiąga 1919 m.
Pasmo graniczy z: Türnitzer Alpen na wschodzie, Mürzsteger Alpen na południowym wschodzie, Hochschwabgruppe na południu, Alpami Ennstalskimi na południowym zachodzie oraz z Oberösterreichische Voralpen na zachodzie.
Najwyższe szczyty:
- Hochstadl (1919 m),
- Ötscher (1893 m),
- Dürrenstein (1878 m),
- Hochkar (1808 m),
- Gamsstein (1776 m),
- Königsberg (1466 m),
- Hochdreizipf (1466 m).

Schroniska:
- Amstettner Hütte,
- Ötscher Schutzhaus,
- Prochenberghütte,
- Terzerhaus,
- Ybbstaler Hütte.